# Peter O’Reilly

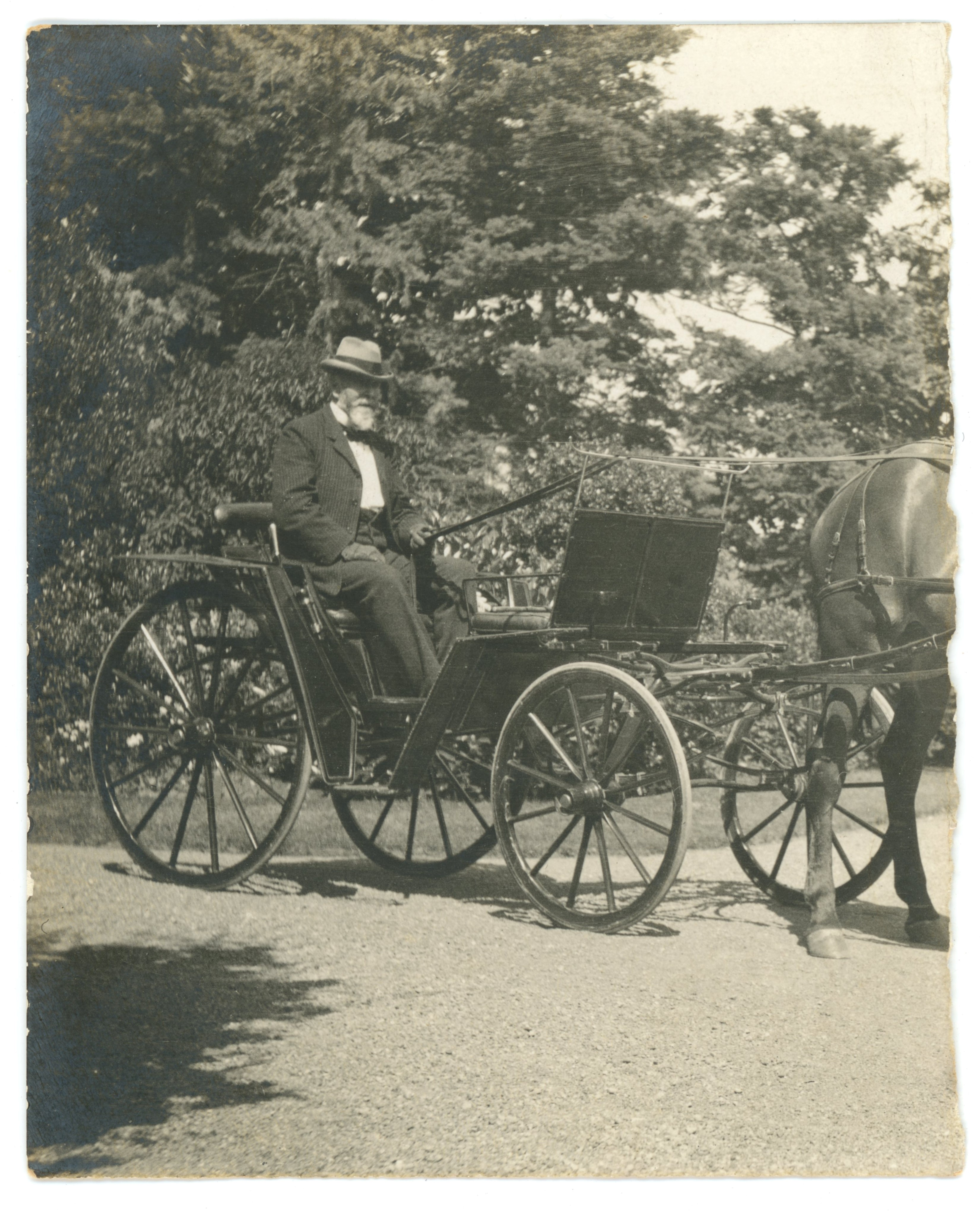
Peter O’Reilly, um 1900

Peter O’Reilly (* 27. März 1827; † 3. September 1905) war ein britischer Verwaltungsangestellter, Sheriff, Richter und Commissioner für Gold und die Indianerreservate. Durch seine Ämter und sein Vermögen sowie durch die Einheirat in die führenden Kreise der Provinz British Columbia erlangte er großen politischen Einfluss.

## Von Irland nach Victoria
Peter O’Reilly war der Sohn von Patrick O’Reilly und Mary Blundell. Seine Kindheit verbrachte er in Irland, wo er bis 1857 Lieutenant in der Irish Revenue Police war. Durch Lord Claud Hamilton (1813–1884), der Mitglied im Parlament war, und der ihm die im August 1858 gegründete Kolonie British Columbia wegen ihrer großen Möglichkeiten empfahl, kam er nach Nordamerika.
O’Reilly verließ Irland am 5. Februar 1859 und erreichte Victoria auf Vancouver Island Anfang April. Zunächst wurde er im Langley District in der Verwaltung eingesetzt, dann aber bereits im November in den anspruchsvolleren Hope District versetzt. Zugleich wurde er bis 1866 High Sheriff der Kolonie.

## Gold Commissioner (ab 1860)
Schon 1860 wurde er zum Hilfs-Gold Commissioner für das Gebiet am Rock Creek in der Similkameen-Region und im Hope District. Damit war er für die Kriminalgerichtsbarkeit ebenso zuständig wie für die Zivilgerichtsbarkeit. Auch war er für die Vergabe und Registrierung von Grabungslizenzen (claims), für Minenregulationen, für Wasserrechte und Grenzziehungen verantwortlich.
Im März 1862 stieg er zum Chief Gold Commissioner auf. Er zog in sein neues Hauptquartier in Richfield, im Gebiet des Cariboo-Goldrauschs. Er verbrachte allerdings die Winter an der milderen Küste. Dabei litt er unter häufigen Kopfschmerzen, wohl Migräne. Dennoch besuchte er fast jeden Ort in der riesigen Provinz, sei es zu Pferd, zu Fuß oder mit dem Kanu.
In Victoria heiratete er am 15. Dezember 1863 Caroline Agnes Trutch (1831–1899). Damit stieg er endgültig in die Führungsgruppe der Provinz auf, denn durch die Heirat wurde er zum Schwager von Joseph William Trutch. Mit Caroline Agnes hatte er zwei Söhne und zwei Töchter.
1864 wurden beim heutigen Fort Steele in Ost-Kootenay in den Rocky Mountains erneut Goldfunde gemacht, 1866 am Columbia River beim heutigen Revelstoke. O’Reilly reiste den Goldfunden gewissermaßen hinterher.

## Indianeragent und County Court Judge (ab 1871)
Das war auch 1871 so, als er für neun Monate in das nördliche British Columbia reiste, in die Omineca-Region. Hier wurde er erstmals als Indian Agent tätig, zog aber auch Steuern ein. Die Gegend war ungeheuer kalt, O’Reilly hatte vor allem mit Mosquitos zu kämpfen, war auch mehrfach in Lebensgefahr.
1866 waren Vancouver Island und British Columbia vereinigt worden. O’Reilly wurde nun zum County Court Judge erhoben. Schon seit 1864 hatte er informell beim Legislativrat (Legislative Council) mitgearbeitet. Zwar wurde er 1871 nochmals ernannt, doch im selben Jahr wurde die Provinz ein Teil Kanadas und der Rat aufgelöst. O’Relly war zu dieser Zeit am Omineca.
Fast zehn Jahre blieb O’Reilly County Court Judge für den Yale District. 1875 unternahm er eine Reise in die Cassiar-Region im Nordwesten. Mit dem Kanu befuhr er den Stikine River, hielt Gericht als Gold Commissioner und als Richter. Doch die Zeit der Laienrichter ging erkennbar zu Ende (endgültig 1883). So zog O’Reilly frühzeitig die Konsequenz, als er hörte, dass Gilbert Malcolm Sproat, seit 1878 Indian Commissioner, zurückgetreten war.

## Indian Commissioner (ab 1879/80)
Der politische Einfluss seines Schwagers Joseph William Trutch, der von 1871 bis 1876 Vizegouverneur der Provinz war, schwankte sehr stark. So war Trutchs Einfluss seit 1873, als die Liberalen in Ottawa die Regierung übernahmen, zeitweise rückläufig, so dass er sich in England bewarb. 1880 wurde er jedoch mit der Rückkehr seiner Parteifreunde an die Macht zum Beauftragten für Eisenbahnfragen. Da er auch für Indianerangelegenheiten zuständig war, sorgte er dafür, dass sein Schwager das dazugehörige Amt erhielt. Auch seine Nachfolger waren Freunde der Familie, so dass O’Reilly immer Zugang zu den höchsten Regierungsstellen hatte.
In Ottawa lernte er den Premierminister Sir John A. Macdonald kennen, der als Innenminister auch zuständig für „Indianerangelegenheiten“ war. O’Reilly wurden ein Jahresgehalt von 3.500 Dollar und seine Pensionsansprüche aus der britischen Zeit zugestanden. In den nächsten 18 Jahren bereiste er seinen riesigen Amtsbereich.
O’Reilly, der immer gute Kontakte zu den Ranchern und Siedlern pflegte, war die Vorstellung eines Landanspruchs der Indianer fremd. So waren seine Reservatszuweisungen oft ungünstig, kollidierten mit lokalen Traditionen und zudem waren sie spärlich ausgestattet. 1884 überprüfte eine Kommission die Landzuweisungen, doch erkannte sie die Tatsache als rechtens an, dass bereits entfremdetes Land nicht zurückgegeben worden war. Ansonsten habe O’Reilly immer unter Berücksichtigung der indianischen Ansprüche gehandelt. Schon mit der Tatsache, dass er sich die Wünsche und Forderungen angehört habe, habe er sich weit vorgewagt; dass er sie häufig akzeptiert und indianische Rechte auf lebensnotwendige Ressourcen anerkannt habe, sei ebenfalls nicht selbstverständlich.
In Wirklichkeit entschied er häufig zuungunsten der Indianer. Dies führte an der Ostgrenze British Columbias, bei den Kutenai unter Führung von Häuptling Isadore, beinahe zu einem Aufstand. Im Gegensatz zu den Nachbarstämmen in Alberta, wie etwa den Blackfoot, die Vertrag Nr. 7 von den sogenannten Numbered Treaties unterzeichnet hatten, erhielten sie sowieso erheblich weniger Land. Eine Polizeitruppe zwang Isadore am Ende, die 1884 von O’Reilly angewiesenen Reservate zu beziehen. Diese schlossen einen fruchtbaren Landstreifen, Joseph’s Prairie (Cranbrook) nicht mit ein, die O’Reilly dem Farmer Colonel James Baker übergab, der Mitglied im Parlament war. Im Mai 1887 befreite Isadore einen seiner Häuptlinge namens Kapula mit Gewalt aus dem Gefängnis in Wild Horse Creek, die Siedler fürchteten einen Aufstand. Eine Kommission, zu der O’Reilly gehörte, kam am 22. September in das Gebiet der Kutenai und bestätigte die Regierungspläne in Abwesenheit des Stammes. Isadore musste sich fügen.
Ab 1890 musste Peter O’Reilly zunehmend in Victoria bleiben und Arbeiten delegieren.

## Rücktritt von allen Ämtern (1898)
1898 trat O’Reilly von seinen Ämtern zurück. Doch er verarmte dadurch keineswegs. Er hatte immer für „Nebeneinkünfte“ Sorge getragen. So hatte er von Anfang an Kredite vergeben, mit Vieh und Grundstücken gehandelt (z. B. in Vancouver ein wichtiges Grundstück an die Canadian Pacific Railway verkauft), auch Goldclaims beansprucht, was durchaus zu Interessenkonflikten mit seiner amtlichen Funktion führte. Außerdem war er in Victoria in verschiedenen Geschäften tätig, wobei ihm die Verbindung mit der dortigen Führungsgruppe um seinen Schwager zustattenkam, der wiederum im Eisenbahngeschäft leitend tätig war.

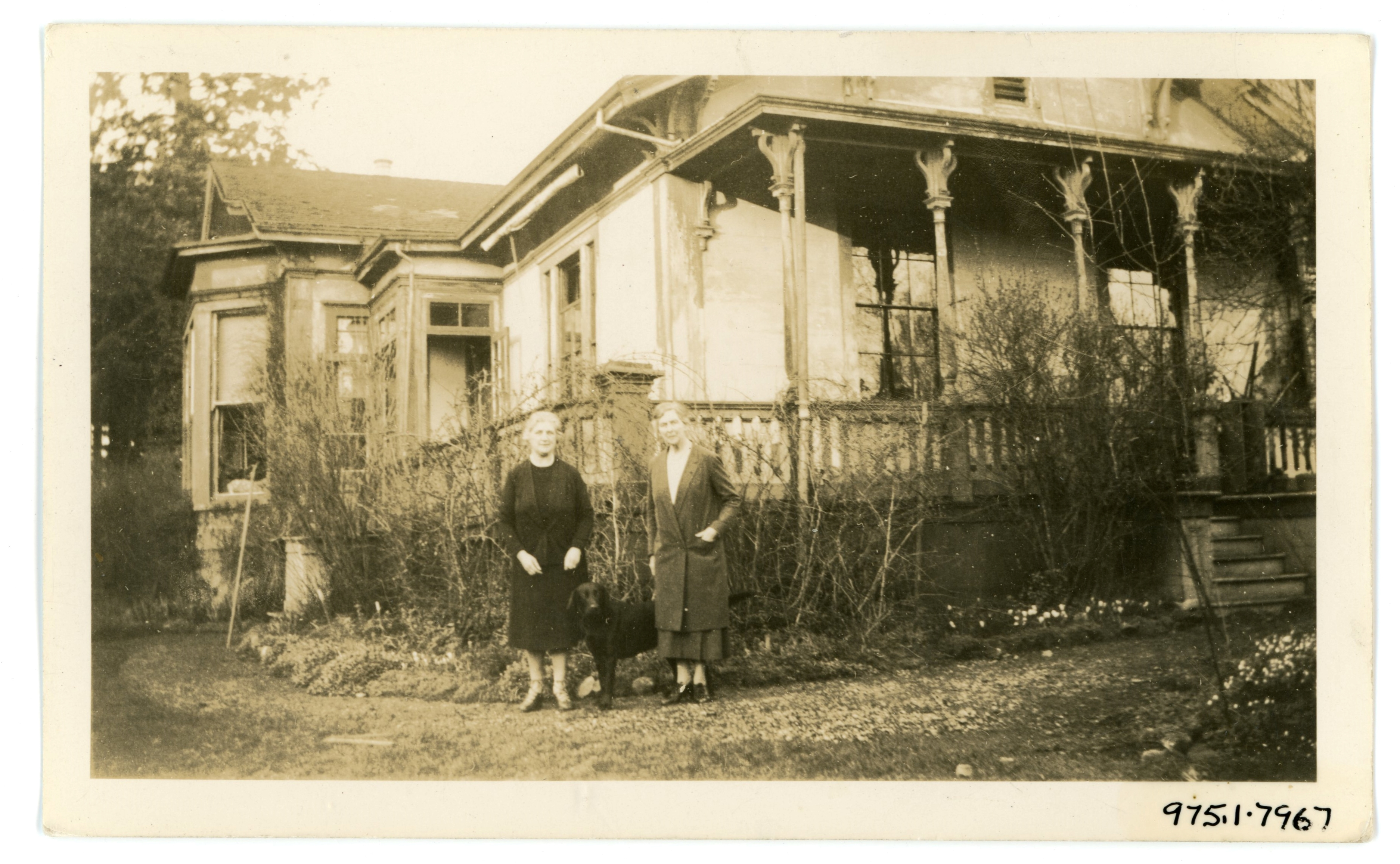
Mary Windham O’Reilly und Kathleen O’Reilly vor dem Point Ellice House, um 1940

Seine Söhne ließ er in England ausbilden. Er kaufte bereits 1868 ein großes Haus in Victoria, das heutige Point Ellice House, wo er bis zu seinem Tod wohnte. Dieses Wohnhaus wurde am 26. Oktober 1966 als Point Ellice House / O’Reilly House von der kanadischen Regierung zur National Historic Site of Canada erklärt wurde.
Als gläubiger Anglikaner besuchte er häufig die Kirche, und verrichtete auch auf seinen langen Reisen den Gottesdienst. Am 3. September 1905 starb er an einer Herzkrankheit, seine Frau war bereits 1899 verstorben. Er liegt auf dem Ross Bay Cemetery, einem Friedhof, der seit 1873 besteht, und der an der 1516 Fairfield Road liegt.